# 盧巴爾圖夫縣

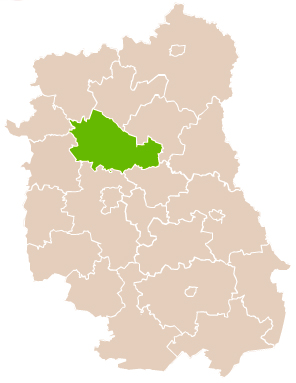

51°28′N 22°36′E / 51.467°N 22.600°E
盧巴爾圖夫縣（波蘭語：Powiat lubartowski），是波蘭的縣份，位於該國東部，由盧布林省負責管轄，首府設於盧巴爾圖夫，面積1,290平方公里，2006年人口90,484，人口密度每平方公里70人。